# Liste de services de rencontre en ligne
Cette liste de services de rencontre en ligne recense les sites et applications de rencontre en ligne. La fréquentation, les clientèles visées par ces sites, ainsi que les méthodes de rapprochement des différents profils sont succinctement expliqués. Les avantages procurés par les options payantes sont également évoqués.
Les sites fermés, comme SpeedDate (en) sont conservés dans le tableau, mais en grisé.
| Nom                       | Description | Propriétaire                 | Utilisateurs enregistrés                                                  | Gratuit | Toutes fonctions gratuites | Connections hétérosexuelles | Connections polyamoureuses           | Messagerie libre                                    | Notif. ITS |
| ------------------------- | --- | ---------------------------- | ------------------------------------------------------------------------- | --- | --- | --------------------------- | ------------------------------------ | --------------------------------------------------- | ---------- |
| Adam4Adam (en)            | Connecte des hommes avec des hommes « pour une relation amicale, un flirt ou un moment chaud ». |                              |                                                                           | Oui | Non | Non                         | ?                                    | Oui                                                 | Oui        |
| Adult FriendFinder (en)   | Les membres se connectent à d'autres à partir de leurs profils. |                              | 30 000 000 en 2006                                                        | Non | Non, les utilisateurs non payants ne peuvent pas répondre ou initier des contacts. Les utilisateurs payants ont des avantages supplémentaires. | Oui                         | Oui                                  | Non                                                 |            |
| AnastasiaDate (en)        | Connecte des hommes de l'occident avec des femmes de Russie ou d'autres anciennes républiques soviétiques. |                              | 4 000 000 en 2013                                                         | Non | Non | Oui                         | ?                                    | Non                                                 |            |
| Ashley Madison            | Les membres sont connectés avec d'autres membres mariés à partir de leur profil. |                              | 60 000 000 en février 2013                                                | Oui | Non, les utilisateurs non payants peuvent voir les profils et répondre, mais ne peuvent pas initier des contacts. Les utilisateurs payants ont des avantages supplémentaires. | Oui                         | Oui                                  | Non                                                 |            |
| Badoo                     | Disponible en 44 langues sur internet et 12 sur différentes plateformes mobiles. | Bumble, Inc.                 | 500 000 000 en février 2021                                               | Oui | Non, frais pour une meilleure visibilité, discretion, etc. | Oui                         | ?                                    | Partiel                                             |            |
| BeautifulPeople (en)      | L'admission est soumise à un vote où les membres existants évaluent l'attractivité du candidat. |                              | 800 000 en 2015                                                           | Non | Non, profil gratuit mais souscription nécessaire pour accéder à la plupart des fonctions, dont la messagerie. | Oui                         | ?                                    | Non                                                 |            |
| Bumble                    | Les femmes initient le premier contact (pour associations heterosexuelles) | Bumble, Inc.                 | 22 000 000 en 2017                                                        | Oui | Non | Oui                         | ?                                    | Après rencontre, seules les femmes peuvent initier. |            |
| Caramiss                  | Site de rencontre pour célibataires. | Caramiss                     | 10 000 utilisateurs actifs en 2024                                        | Oui | Oui, les utilisateurs bénéficient de crediz lors de l'inscription et ceci tous les jours. Ces crediz permettent d'accéder à toutes les fonctionalités. | Oui                         | ?                                    | Oui                                                 |            |
| Christian Connection (en) | Pour les célibataires chrétiens d'Irlande, Australie, Nouvelle-Zélande, États-Unis, Canada et Singapour |                              |                                                                           | Non | Non, essai gratuit. Les profils libres basiques peuvent voir les photos, éditer des profils, chercher, utiliser les zones de conversation. Les membres payant peuvent librement discuter, démarrer des conversations, sans limitation des interventions. Les profils basiques ne peuvent que discuter avec des réponses préformatées.                                                                | Oui                         |                                      | Partiel                                             |            |
| ChristianMingle (en)      | Site de rencontre destiné aux célibataires chrétiens. Les membres peuvent choisir de préciser la confession chrétienne à laquelle ils appartiennent. | Spark Networks Services GmbH | 12 000 000 en 2019                                                        | Non | Non | Oui                         | ?                                    | Non                                                 |            |
| Coffee Meets Bagel (en)   | Application proposant des correspondances quotidiennes à partir des connexions Facebook. |                              |                                                                           | Oui | Non, les « beans » (monnaie in-app) permettent de débloquer des fonctionnalités supplémentaires, telles que la mise en relation avec des utilisateurs qui ne figurent pas dans la liste courante. L'abonnement Premium permet d'obtenir des rapports d'activité, des reçus de lecture et des haricots supplémentaires.                                                                               | Oui                         |                                      | Oui                                                 |            |
| Cupid.com (en)            | Site web de rencontre. | NSI Holdings Ltd.            |                                                                           | Non | Non, gratuit : inscription, profil, recherche, téléchargement de photos, envoi et réception de winks, salons de discussion, activités promotionnelles. Les utilisateurs VIP peuvent envoyer des mails et y répondre, voir des photos personnelles en taille réelle. | Oui                         | Non                                  | Non                                                 |            |
| DateMySchool (en)         | Destiné aux étudiants et anciens étudiants vérifiés (via la base de données sur l'éducation). Peut être bloqué par départements et écoles. |                              | 179 000 en 2013                                                           | Non, tous les utilisateurs peuvent consulter les profils. La messagerie et l'affichage de statuts sont gratuits pour les étudiants (limite de 5 messages par jour). Les anciens étudiants ne peuvent pas initier ou répondre à un contact ou publier des mises à jour de statut. Tous les utilisateurs payants peuvent envoyer des messages et publier des statuts et bénéficient d'avantages supplémentaires. | Oui | ?                           | Partiel                              |                                                     |            |
| DOWN (en)                 | Application de rencontres en ligne pour les utilisateurs à la recherche de relations occasionnelles et de rencontres amoureuses. Les utilisateurs peuvent glisser vers le haut pour des rencontres plus sérieuses, et vers le bas pour des rencontres occasionnelles.                   |                              |                                                                           | Oui | Non, plus de fonctionnalités telles que la découverte des personnes qui vous ont aimé. | Oui                         |                                      | Après rencontre                                     |            |
| EHarmony (en)             | Site de rencontre articulé autour d'une présélection à l'aide de test de personnalité. | ParshipMeet Holding GmbH     |                                                                           | Non | Non, profil gratuit mais abonnement requis pour la plupart des fonctionnalités, y compris la messagerie. | Oui                         | ?                                    | Non                                                 |            |
| Facebook Dating (en)      | Application de rencontre de Facebook | Meta                         |                                                                           | Oui | Oui | Oui                         | ?                                    | Oui                                                 | ?          |
| Gaydar (en)               | Site de rencontres basé sur des profils pour les hommes, les femmes et les couples gays et bisexuels. |                              |                                                                           | Oui | Non, le chat et la recherche sont gratuits. | Non                         | ?                                    | Oui                                                 |            |
| GayRomeo / PlanetRomeo    | Réseau social mondial, messagerie instantanée et communauté de rencontres pour les hommes gays, bisexuels et transgenres. |                              | 6 740 000 enregistrés et 1 107 000 actifs (sur les 6 dernières semaines). | Oui | Non, la communication, l'affichage du profil et des photos, le moteur de recherche sont gratuits. Les téléchargements de vidéos, l'augmentation des limites de la base de données, la désactivation de la publicité sont payants. | Non                         | ?                                    | Oui                                                 |            |
| Gleeden                   | Réseau social, messagerie instantanée et communauté de rencontres pour les relations extraconjugales. |                              |                                                                           | Non | Non, coûte des crédits pour envoyer et lire des messages un nombre illimité de fois à un utilisateur. La version premium offre des limites de base de données plus élevées, la désactivation de la publicité. | Oui                         | ?                                    | Non                                                 |            |
| Grindr                    | Geosocial networking application basée sur Android et iOS, pour LGBT. | San Vicente Acquisition LLC  | 3 600 000 utilisateurs actifs en 2018                                     | Oui | Non | Non                         | Oui                                  | Oui                                                 | Oui        |
| Her (en)                  | Geosocial networking application sur Android et iOS, avec intégration de Facebook. Les hommes ne sont pas autorisés à créer des profils. |                              |                                                                           | Oui | Oui | Non                         | ?                                    |                                                     |            |
| Happn                     | Site de rencontre mobile pour célibataires. |                              | 50 000 000 utilisateurs enregistrés en 2019,                              | Oui | Non | Oui                         | Oui                                  | Oui                                                 |            |
| Hily                      | Site de rencontre mobile pour célibataires. |                              | 15 000 000 en 2020                                                        | Oui | Non | Oui                         | Oui (mais initialement hétérosexuel) | Après rencontre                                     |            |
| Hinge                     | | Match Group                  | 20 000 000 utilisateurs (800 000 paient pour le service prémium)          | Oui | Non, les utilisateurs gratuits peuvent filtrer en fonction de l'âge, du lieu, du sexe, de l'origine ethnique et de la religion, et disposent d'un nombre limité de swipes. Les utilisateurs Premium peuvent filtrer selon d'autres critères, notamment les enfants, la politique et l'usage de drogues. Les utilisateurs Premium peuvent également voir toutes les personnes qui les ont déjà aimés. | Oui                         | ?                                    |                                                     | ?          |
| JDate (en)                | Site de rencontre qui s'adresse aux personnes d'origine juive ainsi qu'à celles qui s'y intéressent. | Spark Networks Services GmbH |                                                                           | Non | | Oui                         | ?                                    | Non                                                 |            |
| JSwipe (en)               | Application de rencontres en ligne destinée aux célibataires juifs du millénaire. | Spark Networks Services GmbH | 800 000 en septembre 2016                                                 | Oui | Non, messagerie sant rencontre | Oui                         | Implicitement découragé              | Après rencontre                                     |            |
| Lovestruck (en)           | Rencontres en ligne pour professionnels célibataires au Royaume-Uni, Hong Kong et Singapour |                              | 300 000 enregistrés en 2012                                               | Non | Non | Oui                         | ?                                    | Non                                                 |            |
| Mamba (en)                | Site de rencontre de type réseau social, principalement CEI/ex-Union soviétique, mais avec une certaine présence internationale. La langue principale est le russe, mais toutes les langues sont les bienvenues (et peuvent faire l'objet de recherches). S'adresse à tous les publics. |                              | 40 000 000 en 2019                                                        | Oui | Non, la communication, l'affichage des profils et des photos, le moteur de recherche simplifié et les blogs sont gratuits. Critères de recherche supplémentaires et double apparition dans les recherches pertinentes des autres si "adhésion VIP". Paiements uniques pour la publicité régionale du profil.                                                                                         | Oui                         | ?                                    | Oui                                                 |            |
| Manhunt (en)              | Site de rencontre basé sur le profil. Pour les hommes cherchant des hommes. |                              |                                                                           | Oui | Non. Messagerie, recherche, 20 vues de profil par jour, chat vidéo gratuit. Il comprend un nombre illimité de vues de profil, des photos de profil en taille réelle, un nombre illimité d'amis, un nombre illimité de blocages, des recherches sauvegardées. | Non                         | Oui                                  | Oui                                                 | Oui        |
| Match                     | | Match Group                  | 96 000 000 enregistrés en 2010 1 377 000 actifs en 2009                   | Non | Non | Oui                         | ?                                    | Non                                                 |            |
| Meetic                    | Service européen de rencontres en ligne. | Match Group                  |                                                                           | Non | Non | Oui                         |                                      | Non                                                 |            |
| OkCupid (OkC)             | Utilise les réponses aux questions posées pour trouver des correspondances conformes aux préférences exprimées. | Match Group                  | 30 000 000+ active en 2013                                                | Oui | Non, gratuit pour s'inscrire, rechercher, envoyer des messages et chatter. Une vérification téléphonique est nécessaire pour créer un compte ou accéder à un compte préexistant. Des fonctions non essentielles comme la promotion de profils sponsorisés sont disponibles pour les membres "A-List" payants,.                                                                                       | Oui                         | Oui                                  | Après rencontre                                     |            |
| Parship                   | Site de rencontre pour les personnes à la recherche d'une relation à long terme, utilisant un test de personnalité. Disponible en Europe et au Mexique. | ParshipMeet Holding GmbH     |                                                                           | Non | Non, profil gratuit mais abonnement requis pour la plupart des fonctionnalités, y compris la messagerie. | Oui                         |                                      | Non                                                 |            |
| Perfectmatch (en)         | Utilise des algorithmes heuristiques pour trouver des correspondances. |                              |                                                                           | Non | Non | Oui                         |                                      | Non                                                 |            |
| POF (en) (PlentyofFish)   | Site principalement actif aux États-Unis, Canada, Royaume-Uni et Brésil. | Match Group                  | 100 000 000 enregistrés en 2015                                           | Oui | Non, des fonctionnalités telles que l'affichage de la date et de l'heure auxquelles un utilisateur a consulté votre profil et la possibilité de savoir si un utilisateur a lu et/ou supprimé votre message | Oui                         |                                      | Oui                                                 |            |
| Pure (en)                 | Site de rencontre principalement actif aux États-Unis, Canada et Royaume-Uni, âge moyen des utilisateurs entre 25 et 40 ans. | Misterico Limited            | 500 000 enregistrés en 2021                                               | Oui | Non | Oui                         | Oui                                  | Oui Limité dans le temps                            |            |
| Right Stuff (en)          | Site de rencontres pour les diplômés et les enseignants de l'Ivy League, des Seven Sisters et d'une cinquantaine de colleges et d'universités similaires et d'écoles de médecine. |                              | 4 900                                                                     | Non | Non, 50 $ pour une adhésion de 6 mois, plus 3 $ pour le profil des membres qui nous intéressent. | Oui                         | ?                                    | Oui                                                 |            |
| Scruff (en)               | Dating app for gay and bisexual men |                              | 15 000 000 enregistrés en 2019                                            | Oui | Non | Non                         | Oui                                  | Oui                                                 | Oui        |
| Sexylib                   | Site de rencontres libertines | Deus Communication           | 150 000 inscrits en 2024                                                  | Oui | Non, l'abonnement payant permet la consultation de profils en illimité, l'accusé de lecture des messages, voir qui vous a blacklisté, voir qui vous a mis en favori, faire des recherches en ligne, voir qui a vu votre profil | Oui                         | Oui                                  | Oui                                                 |            |
| Sniffies (en)             | Application de rencontre par navigateur pour les hommes gays et bisexuels. |                              |                                                                           | Oui | Non | Non                         | ?                                    | Oui                                                 |            |
| SpeedDate (en)            | Ancien site de speed dating en ligne où les utilisateurs se rencontrent par chat texte, audio et vidéo - Domaine désormais détenu par Match.com - N'est plus un site de speed dating.                                                                                                   | Match Group                  | 9 000 000 enregistrés en 2010                                             | Oui | Non, les utilisateurs Premium peuvent continuer à communiquer après un nombre illimité de rencontre. | Oui                         |                                      |                                                     |            |
| Squirt.org (en)           | Site de rencontre et de drague pour les hommes cherchant des hommes. |                              |                                                                           | Oui | Non | Non                         | Oui                                  | Oui                                                 | Oui        |
| Taimi                     | Application réseau géosocial basée sur Android et iOS, pour la communauté LGBTQI+. |                              | 2 000 000 en 2019                                                         | Oui | Non | Oui                         | Oui                                  | Oui                                                 |            |
| Tastebuds (en)            | Utilise ses goûts musicaux. |                              |                                                                           | Non | Non, abonnement nécessaire pour envoyer ou recevoir des messages. | Oui                         |                                      | Non                                                 |            |
| Tawkify (en)              | Dispose de matchmakers humains qui établissent des correspondances plutôt que de laisser les utilisateurs se trouver les uns les autres. |                              |                                                                           | Non | Non, basé sur les activités créatives des utilisateurs. | Oui                         |                                      | Non                                                 |            |
| Tinder                    | Site de rencontre mobile pour célibataires. | Match Group                  | 75 000 000 utilisateurs actifs en 2021                                    | Oui | Non, les utilisateurs premium bénéficient d'un nombre illimité de swipes, peuvent annuler un no-swipe, peuvent naviguer dans d'autres lieux, ainsi que d'autres préférences et fonctionnalités. | Oui                         | ?                                    | Après rencontre                                     |            |
| Zoosk (en)                | Peut s'intégrer avec une communauté Facebook. | Spark Networks Services GmbH | 50 000 000 en 2011                                                        | Oui | Non, la recherche et la visualisation de profils partiels sont incluses dans le compte gratuit, comme sur la plupart des sites de rencontres. Un abonnement payant ou mensuel permet de communiquer pleinement avec les autres membres. | Oui                         |                                      | Non                                                 |            |